# Lydia Maria Child
Pour les articles homonymes, voir Child.
Lydia Marie Child (née Lydia Maria Francis le 11 février 1802 et morte le 20 octobre 1880) est une autrice, abolitionniste et féministe américaine.
Elle publie son premier roman en 1824, puis fonde un journal pour enfants en 1826. En 1831, après sa rencontre avec William Lloyd Garrison, abolitionniste le plus influent des États-Unis, elle s'engage dans la lutte contre l'esclavage. En 1833, elle publie le premier livre soutenant l'émancipation immédiate des esclaves, An Appeal in Favor of That Class of Americans Called Africans. Elle participe ensuite à la fondation du journal National Anti-Slavery Standard, et collecte des témoignages d'esclaves affranchis. Elle soutient aussi la cause des autochtones américains et les droits des femmes.

## Biographie
Lydia Maria Francis, cadette de sept enfants, naît le 11 février 1802 à Medford, dans une famille d’abolitionnistes. Son père est austère et pieux, et sa mère, malade, meurt alors que Lydia a douze ans. Elle passe son adolescence chez une de ses sœurs, dans le Maine, où elle se lie d'amitié avec des autochtones Abénaquis et Pentagouets. À 19 ans, elle va étudier chez son frère Convers Francis (en), ministre unitarien,,.
Dans les années 1820, elle est enseignante et écrit ses premiers romans historiques, dont Hobomok (en) et The Rebels en 1824 et 1825. Dans Hobomok, le premier livre qu'elle publie, elle aborde le thème tabou du mariage interracial (l'héroïne Mary Conant épouse un autochtone). D'abord très critiqué par la presse, il devient un succès, tandis que The Rebels se vend moins bien. Elle s'intéresse aussi à la littérature pour enfants, et publie Evenings in New England, un livre éducatif qui aborde l'histoire, la littérature, les sciences, mais aussi l'esclavage et la condition des autochtones. Elle fonde la première revue pour enfants américaine, Juvenile Miscellany (en), en 1826,,. Paraissant tous les deux mois, elle contient des fictions, des poèmes, des leçons d'histoire ou de botanique, et des jeux.
En 1828 Lydia épouse David Lee Child, avocat et journaliste, et se fait connaître pour un ouvrage à destination des femmes au foyer, The Frugal Housewife. Elle commence à publier dans le journal auquel participe déjà son mari, le Massachusetts Journal. Après s'être engagée complètement dans le mouvement abolitionniste, elle publie moins de romans ; après The Rebels, il faut attendre 1836 pour qu'elle publie Philothea, qui reçoit de bonnes critiques dans la presse. Le couple Child vit pauvrement, submergé par les dettes de David, que les revenus de Lydia couvrent difficilement. Après une période particulièrement difficile entre 1838 et 1841, elle devient rédactrice pour le National Anti-Slavery Standard, pour un salaire de 1000$ par an. Elle vit alors seule à New York, jusqu'à ce que son mari la rejoigne en 1849.
En 1854, le couple s'installe à Wayland (Massachusetts), à une trentaine de kilomètres de Boston. Child se consacre alors pleinement à la littérature, publiant une biographie d'Isaac Hopper (en) et un traité de tolérance entre les religions, The Progress of Religious Ideas (1855). Sa biographie de Harriet Jacobs, Incidents in the Life of a Slave Girl(1861), est publiée quelques mois avant la guerre de Sécession et reçoit par conséquent peu d'audience. Pendant le conflit, elle publie des traités appelant les États du Nord à ne pas faire de compromis concernant l'esclavage, et les États du Sud à la tolérance et à l'émancipation des esclaves. Après la guerre, elle écrit principalement des livres soutenant la cause des esclaves affranchis et des autochtones américains. Son dernier roman, A Romance of the Republic, est publié en 1867 ; elle y raconte la vie de deux sœurs métisses, esclaves affranchies originaires de La Nouvelle-Orléans, qui épousent des hommes blancs. Le livre est peu vendu, et Child remarque avec dépit que la question du mariage interracial est toujours aussi sensible que lors de la publication d'Hobomok, quarante ans plus tôt. Après la mort de son mari en 1874, Child vit seule dans leur maison de Wayland, et publie son dernier livre en 1878, Aspirations of the World, une anthologie d'écrits religieux. Elle meurt à Wayland deux ans plus tard, le 20 octobre 1880.

## Engagement contre l'esclavage

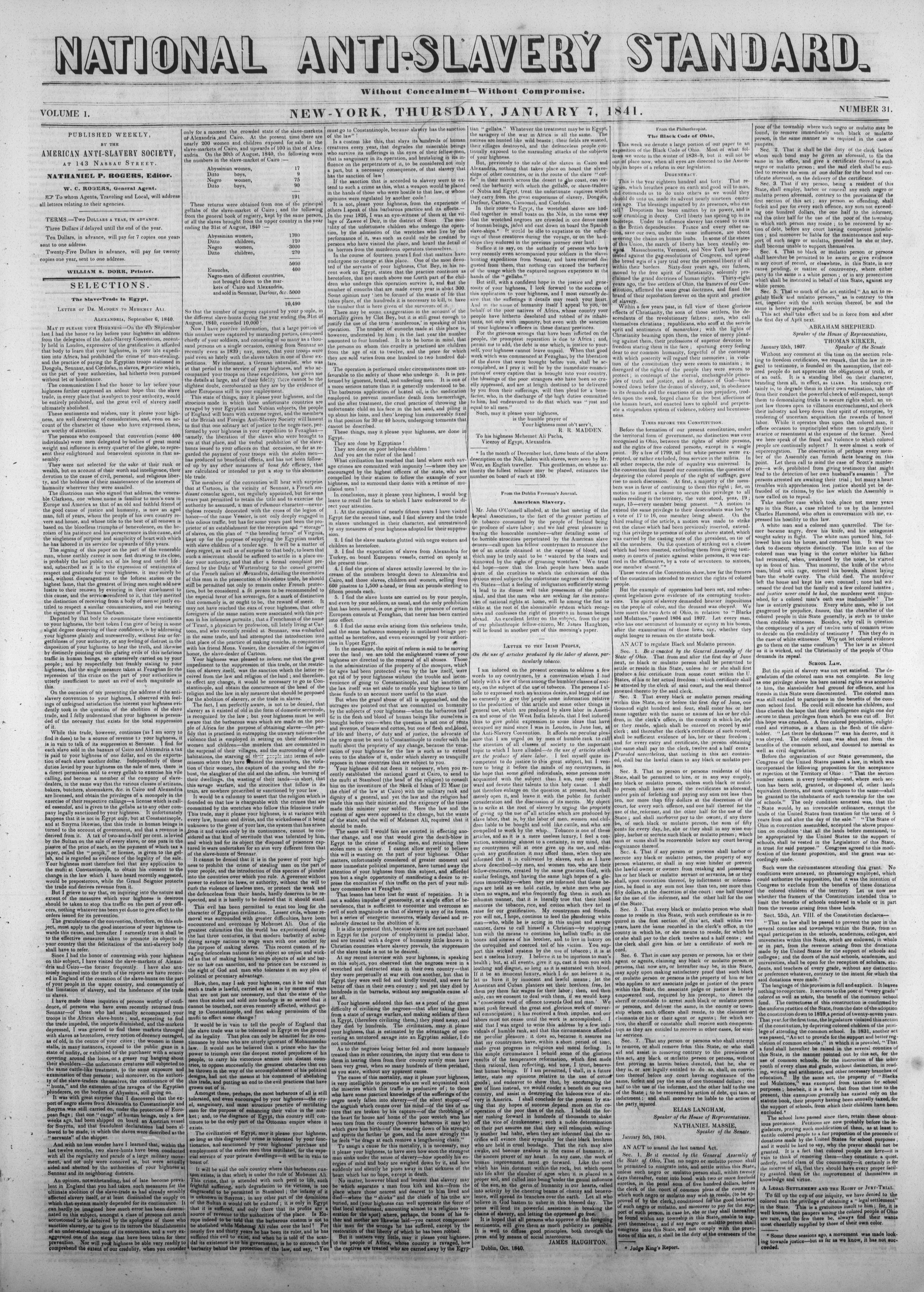
La une du National Anti-Slavery Standard, 7 janvier 1841.

En 1831, Child rencontre William Lloyd Garrison, journaliste abolitionniste qui joue un grand rôle dans la lutte contre l’esclavage aux États-Unis. Le journal qu’il fonde, The Liberator, prône l’émancipation immédiate des esclaves, et Garrison devient connu aux États-Unis et en Angleterre comme l’abolitionniste le plus radical. Cette rencontre a une influence décisive sur le couple Child, qui se dédie à la lutte contre l'esclavage,.
En 1833, Child publie An Appeal in Favor of That Class of Americans Called Africans (en), qui retrace l’histoire de l’esclavage et des inégalités raciales aux États-Unis. Il s’agit du premier livre publié sur le sujet. Elle soutient une suppression immédiate de l'esclavage et des lois interdisant les mariages interraciaux. Garrison fait son éloge dans The Liberator, mais hors des cercles abolitionnistes, le livre fait scandale. Child est obligée de mettre fin à la publication de son journal Juvenile Miscellany,. Cependant An Appeal attire aussi de nombreuses personnes qui s’engage dans la cause abolitionniste,. Plus tard, entre 1841 et 1843, Child participe à la fondation et à la rédaction du National Anti-Slavery Standard et collecte des témoignages d’esclaves affranchis. L'audience du journal dépasse bientôt celle de The Liberator. Les Letters from New-York, des tribunes écrites par Child, sont particulièrement appréciées, ce qui lui permet de les publier dans un recueil en 1843.

## Engagement pour les droits des autochtones

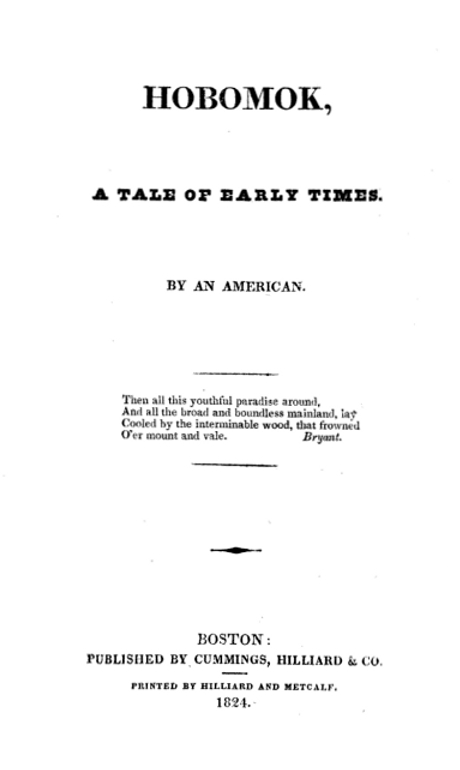
La page de titre du premier roman de Child, Hobomok.

Son premier roman, Hobomok, aborde déjà le thème de l'égalité entre les autochtones et les blancs. En 1829, elle publie The First Settlers of New England, qui a la particularité de mettre en avant les atrocités commises par les colons sur les autochtones au XVIIe siècle, sous la forme d'un dialogue entre une mère et ses enfants. En 1868, elle publie An Appeal for the Indians, où elle prend position contre la réclusion des autochtones dans des réserves, et plaide pour un enseignement bilingue. Elle n'échappe cependant pas à certains biais de son époque, comme l'idée qu'il est nécessaire d'éduquer les autochtones selon les standards blancs.

## Féminisme
Dès les années 1830, Child publie un certain nombre de livres à destination des femmes, notamment des classes défavorisées, pour leur apprendre à gérer leur foyer de façon pratique et économique. Ses livres The Frugal Housewife (1829) et The Mother's Book (1830) sont des succès, bien que certains critiques jugent The Mother's Book, qui encourage l'éducation des filles, trop libéral. Elle publie aussi une Histoire des femmes en deux tomes et The Ladies’ Family Library, une compilation de biographies en cinq tomes,. Son livre le plus ambitieux, intitulé The History of the Condition of Women, in Various Ages and Nations, est publié en 1835. Elle y soutient l'idée que les sociétés qui respectent les femmes sont plus prospères, rejoignant les idées de Sarah Grimké et Margaret Fuller. Si sa Biography of Madame de Staël and Madame Roland (1832) met en avant des femmes émancipées, Good Wives (1833) encourage les femmes à être pieuses et soumises à leurs maris. Child participe à la fondation de la Massachusetts Woman Suffrage Association (en), et certains de ses livres influencent grandement les suffragettes de la génération suivante.

## Postérité
Si les fictions de Child n'ont jamais reçu autant d'attention que celles de Harriet Beecher Stowe, ses essais et articles ont largement influencé le mouvement abolitionniste aux États-Unis. Elle est admise au National Women's Hall of Fame en 2001.

## Œuvres
- (en) Hobomok, A Tale of Early Times, 1824
- (en) Evenings in New England. Intended for Juvenile Amusement and Instruction, 1824
- (en) The Rebels, or Boston before the Revolution, 1825
- (en) The First Settlers of New England, 1828
- (en) The Indian Wife, 1828
- (en) The American Frugal Housewife, 1829
- (en) The Mother's Book, 1831
- (en) The Biographies of Lady Russel and Madame Guyon, 1832
- (en) The Girl's Own Book, 1833
- (en) An Appeal in Favor of That Class of Americans Called Africans, 1833
- (en) The Oasis, 1834
- (en) The History of the Condition of Women in Various Ages and Nations, 1835
- (en) Authentic Anecdotes of American Slavery, 1835
- (en) Philothea: a Grecian Romance, 1836
- (en) The Fountain for Every Day in the Year, 1836
- (en) The Evils of Slavery, 1836
- (en) The Family Nurse, 1837
- (en) Anti-Slavery Catechism, 1839
- (en) The Liberty Bell, 1842
- (en) Slavery's Pleasant Homes: A Faithful Sketch, 1843
- (en) Letters from New York, 1843
- (en) A Boy's Thanksgiving Day, 1844
- (en) Biographies of Good Wives, 1846
- (en) Fact and Fiction: a Collection of Stories, 1847
- (en) Rose Marian and the Flower Fairies, 1850
- (en) Isaac T. Hopper: A True Life, 1853
- (en) Memoirs of Madame de Staël, and of Madame Roland, 1854
- (en) Autumnal Leaves: Tales and Sketches in Prose and Rhyme, 1857
- (en) Flewars for Children, 1854
- (en) The Patriarchal Institution, 1860
- (en) The Right Way the Safe Way: Proved by Emancipation in the British West Indies, and Elsewhere
- (en) The Duty of Disobedience to the Fugitive Slave Act, 1860
- (en) Incidents in the Life of a Slave Girl, 1861
- (en) The Freedmen's Book, 1865
- (en) A Romance of the Republic, 1867
- (en) An Appeal for the Indians, 1868
- (en) Looking Toward Sunset, 1874
- (en) Aspirations of the World. A Chain of Opals, 1878